# باشگاه فوتبال ایلفراکوم تاون
باشگاه فوتبال ایلفراکوم تاون (به انگلیسی: Ilfracombe Town Football Club) یک باشگاه فوتبال در شهر ایلفراکوک، کشور انگلستان است که در سال ۱۹۰۲ میلادی تأسیس شده‌است.